# Zopo mobile
ZOPO Mobile (egentligen Shenzhen ZOPO Communications-equipment Limited Company), grundat 2012, är ett Shenzhen-baserat kinesiskt företag som tillverkar smarttelefoner.
Det var det första företag som tillverkade och saluförde en Linux-baserad Sailfish OS-mobiltelefon på den indiska marknaden. Deras telefonmodell Zopo ZP200 var Kinas första glasögonfria 3D-telefon som hade dubbla SIM-kort.